# Catoptria colchicellus
Catoptria colchicellus là một loài bướm đêm trong họ Crambidae.